# Alberto Manguel
Alberto Manguel, né le 13 mars 1948 à Buenos Aires, est un écrivain, traducteur et critique littéraire argentino-canadien.

## Biographie
Il a grandi en Israël (où son père était ambassadeur d’Argentine), puis dans son pays natal où, dans sa jeunesse, il a fait la lecture à Jorge Luis Borges devenu aveugle.
Il a résidé par la suite dans divers pays, notamment une vingtaine d’années à Toronto (Ontario, Canada) et a obtenu la nationalité canadienne en 1985. Il s'est installé en France en 2001, dans le petit village de Mondion (Poitou) et y a vécu jusqu'en 2014. À la suite d'un différend avec l'administration fiscale, il a dû s'exiler à New-York, laissant en Europe sa fameuse bibliothèque de 40 000 ouvrages, dont il a fait don à la ville de Lisbonne. Cet épisode est raconté dans son essai Je remballe ma bibliothèque (2018),,,,. Depuis 2016, il réside à Buenos Aires, où il dirige la Bibliothèque nationale d'Argentine.
À la fois essayiste et romancier, il est surtout un immense lecteur : il a fait l'histoire et la théorie de cette pratique dans de nombreux ouvrages qui l'ont fait connaître mondialement, comme Une histoire de la lecture (1996), 
Depuis le lundi 19 mai 2008, il est le premier écrivain à avoir donné son nom à un CDI d'établissement scolaire français de son vivant : le lycée Victor Hugo de Poitiers possède depuis ce jour le CDI Alberto Manguel.
En 2021-2022, Alberto Manguel occupe la chaire annuelle « L'invention de l'Europe par les langues et les cultures » du Collège de France en partenariat avec le ministère de la Culture (Délégation générale à la langue française et aux langues de France), qui porte sur « Les enjeux contemporains de la création intellectuelle et artistique en Europe. »

## Œuvres traduites en français
- Guide de nulle part et d'ailleurs (avec Gianni Guadalupi). À l'usage du voyageur intrépide en maints lieux imaginaires de la littérature universelle (The Dictionary of Imaginary Places, 1980) — nouvelle édition sous le titre Dictionnaire des lieux imaginaires, Actes Sud, collection Babel.
- La Porte d'ivoire (News from a foreign country came, 1991), roman — réédition sous le titre Dernières nouvelles d'une terre abandonnée, Actes Sud, collection Babel, 1998.
- Anthologie des sept péchés capitaux, textes réunis et présentés par A. Manguel. Joëlle Losfeld, 1996.
- Une histoire de la lecture (History of reading, 1996), essai, Actes Sud, 1998

Prix Médicis essai
- L'Ordinateur de Saint Augustin (Saint Augustine's Computer), Actes Sud, 1997
- Dans la forêt du miroir. Essai sur les mots et sur le monde (Into the Looking-Glass Wood, 1998), Actes Sud, 2000.
- Kipling, une brève biographie (Kipling, 1998), Actes Sud, 2004
- Petites histoires de la littérature américaine (A Gossipy History of American Literature), Actes Sud, 1999.
- Le Livre d'images (Reading Pictures. A History of Love and Hate, 2000), Actes Sud, 2001.
- La Bibliothèque de Robinson. Autoportrait d’un bouquineur (A Visit to the Dream Bookseller. The Library of Robinson Crusoe), Éditions Leméac, « L’Écritoire », 2000.
- Stevenson sous les palmiers (Stevenson under the Palm Yrees), roman, Actes Sud, 2001.
- Chez Borges (With Borges, 2003), Actes Sud, 2003.
- Journal d’un lecteur (A Reading Diary, 2004), Actes Sud, collection Babel. Contient la bibliothèque sentimentale d'Alberto Manguel.
- Un retour, Actes Sud, 2005
- Un amant très vétilleux (The Overdiscriminating Lover), Actes Sud, 2005
- La Bibliothèque, la nuit (The Library at Night, 2006), Actes Sud, 2006
- Tous les hommes sont menteurs (Todos los hombres son mentirosos, 2008), Actes Sud, 2009
- Moebius transe forme, avec Moebius, Actes Sud/Fond. Cartier pour l'Art, 2010
- Nouvel éloge de la folie (Nuevo elogio de la locura, 2006), Actes Sud, 2011
- Le Voyageur et la Tour. Le Lecteur comme métaphore, Actes Sud, 2013
- M. Bovary & autres personnages, L'Escampette Éditions, 2013
- L'Apocalypse selon Dürer, Invenit Éditions, 2015
- De la curiosité, Actes Sud, 2015
- (éd.) Voyages imaginaires, Robert Laffont, 2016. Collection Bouquins
- Voyage en utopies, Invenit Éditions, 2017
- La cité des mots, essais traduits de l'anglais (Canada) par Christine Le Boeuf. - Arles : Actes Sud, 2018.
- Je remballe ma bibliothèque : Une élégie & quelques digressions, traduit par Christine Le Bœuf, Actes Sud, 2019
- Monstres fabuleux : Dracula, Alice, Superman, et autres amis littéraires, essai traduit de l'anglais (Canada) par Christine Le Boeuf. - Arles : Actes Sud, 2020.
- Europe : le mythe comme métaphore, 96 p., coll. Leçons inaugurales du Collège de France, coédition Fayard/Collège de France; 2022 •  (ISBN 978-2-21372-183-5)
- La cuisine des contrées imaginaires. - Montréal :Leméac, 2024. - 176 p. -  (ISBN 9782760913431)
- Le chant des fleurs : Ni xochitl, ni kuikatl co-écrit avec Mardonio Carballo. - Paris, JBE Books, 2024. - 120p. -  (ISBN 9782365680837)
- Maïmonide : la foi dans la raison, traduit de l'anglais par Laurent Cantagrel. - Paris : Les Belles Lettres, 2024. - 320 p. - (Collection Le goût de l'histoire). -  (ISBN 9782251456010)

## Opéra
- Un retour (basé sur son roman éponyme). Musique d'Oscar Strasnoy. Créé au Festival international d'art lyrique d'Aix-en-Provence en 2010. Mise en scène de Thierry Thieû Niang, direction musicale de Roland Hayrabedian.

## Récompenses et distinctions
- Prix littéraire La Nación pour des nouvelles (Buenos Aires, 1971)
- Prix des critiques allemands pour Von Atlantis bis Utopia, traduction allemande du Dictionnaire des lieux imaginaires (Allemagne, 1981)
- Prix de la traduction Lewis Gallantière (mention honorable), Association des traducteurs américains (USA, 1986)
- Harbourfront Award for Contribution to the Arts (Canada, 1992)
- Prix de l'Association des écrivains canadiens, fiction (Canada, 1992)
- Prix McKitterick du premier roman (Royaume-Uni, 1992)
- Chevalier de l'ordre des Arts et des Lettres (France, 1996)
- Prix Médicis essai, pour Une histoire de la lecture (France, 1998)
- Prix France Culture, pour Dans la forêt du miroir (France, 2001)
- Premio Germán Sánchez Ruipérez pour la meilleure critique littéraire (Espagne, 2002)
- Officier de l'ordre des Arts et des Lettres (France, 2004)
- Fellow de la Fondation John Simon Guggenheim (USA, 2004)
- Prix Poitou-Charentes pour Chez Borges (France, 2004)
- Prix Roger-Caillois (France, 2004)
- Fellow de la Fondation S. Fischer Stiftung (Allemagne, 2004-2005)
- Medalla al Mérito (Buenos Aires, 2007)
- Prix littéraire Milovan Vidakovic (Novi Sad, Serbie, 2007)
- Prix Grinzane Cavour, essai (Italie, 2007)
- Docteur honoris causa de l'université de Liège (Belgique, 2007)[10]
- Prix Formentor (Espagne, 2017)
- Officier de l'ordre du Canada[11] (Canada, 2017)